# 卡爾卡爾普科島
卡爾卡爾普科島是俄羅斯的島嶼，位於楚科奇海，距離楚科奇半島僅3公里，由楚科奇自治區負責管轄，長0.6公里，島上有用作監測北極熊、海獅、髯海豹等野生物種的觀察站。
67°50′28″N 175°45′29″W / 67.841°N 175.758°W

## 外部連結
- Location[永久]
- Polar bears